# Elección presidencial de Alemania de 1925
Las elecciones presidenciales alemanas de 1925 tuvieron lugar, en su segunda ronda, el día 26 de abril de 1925, con el propósito de elegir al Reichspräsident. Fue la segunda elección presidencial de Alemania.
La primera ronda se celebró el 29 de marzo del mismo año, y como resultado accedieron a la segunda ronda el candidato comunista Ernst Thälmann, el candidato de centro Wilhelm Marx y el Mariscal Paul von Hindenburg. Tras la segunda ronda, Hindenburg fue elegido Presidente de Alemania.

## Sistema electoral
Durante la República de Weimar, la ley establecía que si ningún candidato recibía la mayoría absoluta de los votos (es decir, más de la mitad) en la primera ronda de las elecciones presidenciales, una segunda votación tendría lugar, en la que el candidato con una mayoría simple de votos se consideraría elegido. Se le permitía a un partido nombrar a otro candidato para la segunda vuelta.

## Primera vuelta
En la primera ronda hubo diecisiete candidatos. Hindenburg no estaba incluido entre ellos, ya que no sería nominado como candidato hasta la segunda ronda. En cambio, el candidato más popular de la derecha política era Karl Jarres del Partido Popular Alemán (DVP), ex ministro del Interior, Vicecanciller de Alemania y  alcalde de Duisburgo. Otto Braun, el candidato del SPD, era ex Ministro-Presidente de Prusia y una figura muy conocida y respetada. El candidato de centro, Wilhelm Marx, era el presidente del partido y excanciller.
Otros candidatos importantes fueron Ernst Thälmann del Partido Comunista (KPD) y Willy Hellpach del Partido Democrático Alemán (DDP). El Deutschvölkische Freiheitspartei (DVFP) presentó a Erich Ludendorff, pero en ese momento el partido era un movimiento marginal y aseguraba únicamente una parte insignificante de los votos. Sin embargo, Ludendorff también fue apoyado por el entonces nuevamente legalizado en febrero de ese año (tras haber sido prohibido luego del Putsch de Múnich) Partido Nacionalsocialista Obrero Alemán (NSDAP). La primera votación que celebró el 29 de marzo, con una participación del 68,5%.
| Candidato                          | Apoyo político                                                             | Votos      | %    |
| ---------------------------------- | -------------------------------------------------------------------------- | ---------- | ---- |
| Karl Jarres                        | Partido Popular Alemán, Partido Nacional del Pueblo Alemán                 | 10,416,658 | 38.8 |
| Otto Braun                         | Partido Socialdemócrata                                                    | 7,802,497  | 29.0 |
| Wilhelm Marx                       | Partido de Centro                                                          | 3,887,734  | 14.5 |
| Ernst Thälmann                     | Partido Comunista                                                          | 1,871,815  | 7.0  |
| Willy Hellpach                     | Partido Democrático Alemán                                                 | 1,568,398  | 5.8  |
| Heinrich Held                      | Partido Popular Bávaro                                                     | 1,007,450  | 3.7  |
| Erich Ludendorff                   | Deutschvölkische Freiheitspartei, Partido Nacionalsocialista Obrero Alemán | 285,793    | 1.1  |
| Otros candidatos                   | Otros candidatos                                                           | 25,761     | 0.1  |
| Invalidos/Votos en blanco          | Invalidos/Votos en blanco                                                  |            | –    |
| Total                              | Total                                                                      | 26,866,106 | 100  |
| Votantes registrados/participación | Votantes registrados/participación                                         | 39,226,138 | 68.5 |
| Fuente: Nohlen & Stöver            |                                                                            |            |      |

## Segunda vuelta

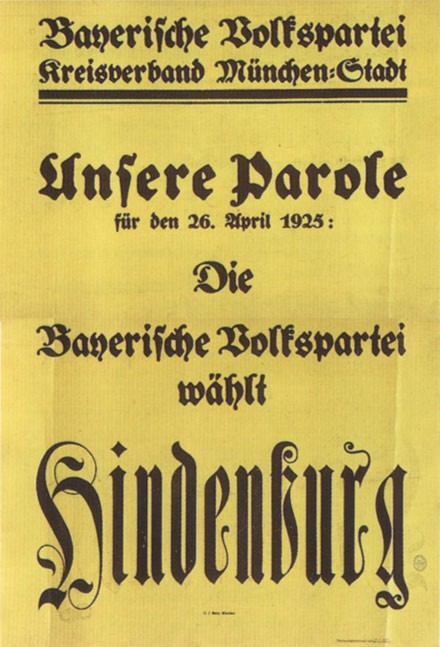
Afiche de campaña del BVP en apoyo a Hindenburg.

Después de la primera vuelta de las elecciones, Jarres se retiró en favor de Hindenburg, quien era un monárquico comprometido y popular exgeneral. Aunque Hindenburg no tenía ningún interés en buscar un cargo público y estaba especialmente inquieto ante la idea de convertirse en el jefe de Estado alemán, accedió a regañadientes, supuestamente sólo después de consultar primero con el emperador depuesto. Sus principales defensores fueron el Partido Popular Alemán (DVP), el Partido Nacional del Pueblo Alemán (DNVP) y el Partido Popular Bávaro (BVP). El DVP, y especialmente su líder Gustav Stresemann, tenían reservas sobre la idea de una presidencia de Hindenburg, debido a sus posibles repercusiones para la política exterior alemana, pero con el tiempo llegaron a apoyarlo. Ludendorff se retiró debido a sus malos resultados y muchos de sus simpatizantes (especialmente los nazis), también apoyaron a Hindenburg.
El SPD y el Centro acordaron hacer de su candidato común a Marx para asegurar la derrota de Hindenburg y así, después de que el Centro se negó a apoyar a Braun, este retiró su candidatura. El DDP accedió a regañadientes a retirar a su candidato y apoyar a Marx. Debido a que los seguidores de Marx incluían tanto a la izquierda moderada como al centro político, se creía que tenía una alta probabilidad de ganar. Los tres participantes en la segunda ronda fueron Hindenburg, Marx y Thalmann, este último apoyado por los comunistas. Debido a que el electorado izquierdista estaba dividido entre Thalmann y Marx, Hindenburg recibió una gran ventaja. La elección tuvo lugar el 26 de abril, con una participación del 77,6%. Hindenburg ganó con una mayoría simple de los votos, con el 48,3% contra el 45,3% de Marx. Thalmann obtuvo un 6,4%.
| Candidato                          | Partido                            | Apoyo político                     | Votos      | %    |
| ---------------------------------- | ---------------------------------- | ---------------------------------- | ---------- | ---- |
| Paul von Hindenburg                | Independiente                      | DVP, DNVP, BVP                     | 14,655,641 | 48.3 |
| Wilhelm Marx                       | Partido de Centro                  | SPD, DDP                           | 13,751,605 | 45.3 |
| Ernst Thälmann                     | Partido Comunista                  |                                    | 1,931,151  | 6.4  |
| Otros candidatos                   | Otros candidatos                   | Otros candidatos                   | 13,416     | 0.0  |
| Invalidos/votos en blanco          | Invalidos/votos en blanco          | Invalidos/votos en blanco          |            | –    |
| Total                              | Total                              | Total                              | 30,351,813 | 100  |
| Votantes registrados/Participación | Votantes registrados/Participación | Votantes registrados/Participación | 39,414,316 | 77.0 |
| Fuente: Nohlen & Stöver            |                                    |                                    |            |      |